# 日本续断
日本续断（学名：Dipsacus japonicus），为川续断科川续断属下的一个种。